# Trey Parker
Trey Parker (Denver, Colorado, 19 d'octubre de 1969) és un actor, animador, director, guionista, productor i músic estatunidenc. De nen, va dibuixar una figura anomenada Mr. Hankey, qui es convertiria en el símbol de les festivitats en South Park. És cinta negra en taekwondo i era un alumne excel·lent en la preparatòria en Evergreen i en Fairplay, Colorado. Toca el piano des dels 12 anys i quan va rebre el seu primer xec de paga es va comprar un gran piano Steinway. Parker es va transferir a la Universitat de Colorado, a Boulder, després d'un any en the Berklee College of Music a Boston. Va ser aquí on va conèixer Matt Stone i junts van començar a fer vídeos. El seu primer llargmetratge és Alferd Packer: The Musical, un musical basat en la vida d'Alferd Packer, un miner de Califòrnia que es va convertir en el primer nord-americà condemnat per canibalisme. Com que Parker estava més preocupat per treballar en aquesta pel·lícula que pels seus estudis i, per tant, sovint perdia conferències, va ser expulsat de la universitat. va viure al Japó per un temps.a viure al Japó per un temps. Va anar a viure al Japó per un temps, i en la universitat, va estudiar cinematografia i música clàssica. Mentre rebia el seu títol en japonès i en música, 
A principis dels noranta, Parker i Matt Stone van crear dues caricatures protagonitzades per quatre nens qui es convertirien en els personatges principals de South Park. Parker i la seva família són la inspiració per al personatge fictici Stan Marsh. També el personatge de Wendy Testaburger està basat en l'antiga promesa de Parker. Amb Marc Shaiman, Parker va ser nominat per a un Oscar per la Millor Cançó per Blame Canada de South Park: Bigger, Longer & Uncut.
El 1996, Alferd Packer: The Musical es va estrenar als cinemes. La pel·lícula va cridar l'atenció de Brian Graden, llavors director de FoxLab, i va demanar a Parker i Stone que fessin una Nadala en vídeo. El resultat va ser L'esperit de Nadal, una caricatura de cinc minuts en què Jesús i el Pare Noel lluitaven pel veritable significat del Nadal, i basada en una pel·lícula d'animació que havien fet en els seus dies d'estudiants. La caricatura va marcar el debut dels quatre nois que més tard es convertirien en els protagonistes de la sèrie animada South Park: Stan, Kyle, Cartman i Kenny. El vídeo, en què els quatre nois juren sense censura, va circular àmpliament per Hollywood i a través d'Internet i es va convertir en un gran èxit.
El 13 d'agost de 1997, el primer episodi de South Park es va emetre per la cadena de televisió per cable a Comedy Central. La controvertida sèrie d'animació dibuixada amb cruesa es va convertir en un gran èxit, el programa més vist de Comedy Central. Per a la sèrie, Parker dona veu a Stan, Cartman, el pare de Stan, Mr. Garrison, Timmy, Sr. Mackey i l'oficial Barbrady. Els pares i la germana de Stan porten el nom dels propis pares i la germana de Parker. El 1999 va seguir el llargmetratge d'animació South Park: Bigger, Longer & Uncut. La pel·lícula va tenir una gran concurrència als cinemes i va tenir un gran èxit de crítica. La cançó "Blame Canada" escrita per ell i Marc Shaiman va ser nominada al Oscar de l'Acadèmia.
El 1997, Parker també va fer el seu segon llargmetratge, Orgazmo, sobre un mormó que esdevé una estrella de la indústria del porno. L'any següent, va protagonitzar amb Stone la comèdia BASEketball de David Zucker. L'any 2001 es va estrenar la sèrie de televisió That's My Bush!, una sitcom sobre la vida de George W. Bush. Tanmateix, aquesta sèrie no va durar gaire. El 2004, Parker i Stone van estrenar la pel·lícula de titelles Team America: World Police (Team America: La policia del món).
El gener de 2006 es va casar amb Emma Sugiyama.

## Filmografia

### Col·laboracions amb Matt Stone
- Your Studio and you (curtmetratje, 195), director, escriptor, actor
- Team America: La policia del món (Team America: World Police) (2004): coguionista, veus, productor
- That's My Bush! (Sèrie de televisió, 2001): cocreador, escriptor, productor executiu
- South Park: Bigger, Longer & Uncut (1999): veus, co-escriptor, productor
- BASEketball (1998): actor
- South Park (Sèrie de televisió, 1997-present): co-creador, veus, escriptor, música addicional, productor executiu
- Orgazmo (1997): actor, co-escriptor, productor
- The Spirit of Christmas (Jesus vs. Santa, 1996; Frosty vs. Santa, 1992)
- Cannibal! The Musical (1994): actor, co-escriptor, productor
- Despicable Me 3 (pel·lícula d'animació, 2017) votar

### Miscel·lània
- American History (1991 curt d'animació), director, escriptor
- "Even If You Don't" por Ween (vídeo musical, 2000): director

### Veus a South Park
- Stan Marsh, son pare i son avi.
- Eric Cartman
- Clyde
- Craig
- Mr. Garrison
- Mr. Hankey